# Diocesi di Falerone
La diocesi di Falerone (in latino Dioecesis Faleronensis) è una sede soppressa e sede titolare della Chiesa cattolica.

## Storia
La città romana di Falerio Picenus, l'odierna Falerone, fu un'antica sede vescovile, attestata sul finire del V secolo nell'epistolario di papa Gelasio I (492-496).
Durante il suo pontificato, papa Gelasio indirizzò una lettera a Respetto e Leonino, vescovi la cui sede episcopale non è menzionata, ma che probabilmente appartenevano al Piceno. Affidò loro l'incarico di indagare e di fare rapporto sul vescovo di Falerone, accusato dal suo arcidiacono Giovanni di essersi appropriato dei beni della Chiesa Falerionensis, donati con generosità dal suo predecessore, e di aver escluso i chierici che gli opponevano resistenza. Questa lettera, pur non chiamandoli per nome, accenna a due vescovi di Falerio Picenus.
La lettera di papa Gelasio è l'unica testimonianza storica sull'esistenza della diocesi di Falerone. A questa sede sono attribuiti altri vescovi, che tuttavia appartengono alla sede di Faleri nel Lazio settentrionale. Secondo Duchesne questa sede scomparve in seguito all'invasione longobarda e il suo territorio dal VII secolo finì sotto l'amministrazione dei vescovi di Fermo.
Dal 1969 Falerone è annoverata tra le sedi vescovili titolari della Chiesa cattolica; dal 12 gennaio 2009 l'arcivescovo, titolo personale, titolare è Luigi Bianco, nunzio apostolico in Slovenia e delegato apostolico in Kosovo.

## Cronotassi

### Vescovi residenti
- Anonimo † (prima del 492/496)
- Anonimo † (menzionato nel 492/496)

### Vescovi titolari
- Peter Quinn † (26 giugno 1969 - 26 maggio 1982 nominato vescovo di Bunbury)
- Wojciech Ziemba † (19 giugno 1982 - 25 marzo 1992 nominato vescovo di Ełk)
- Damião António Franklin † (29 maggio 1992 - 23 gennaio 2001 nominato arcivescovo di Luanda)
- Giuseppe Betori (5 aprile 2001 - 8 settembre 2008 nominato arcivescovo di Firenze)
- Luigi Bianco, dal 12 gennaio 2009